# Bassi (Burkina Faso)
Pour les articles homonymes, voir Bassi.
Bassi est une commune rurale et le chef-lieu du département de Bassi situé dans la province du Zondoma de la région Nord au Burkina Faso.

## Géographie
Bassi se trouve à environ 17 km au nord-est du centre de Gourcy et de la route nationale 2 allant vers le nord-ouest du pays, et à environ 40 km au sud-est d'Ouahigouya.

## Démographie
| 2006   | 2019   |
| ------ | ------ |
| 21 557 | 34 424 |

## Économie
Les activités principales sont l'agriculture et l'élevage.

## Santé et éducation
Bassi accueille un centre de santé et de promotion sociale (CSPS) tandis que le centre médical se trouve à Gourcy.